# ANSYS
Ansys — универсальная программная система анализа методом конечных элементов (МКЭ), существующая и развивающаяся на протяжении последних 30 лет, является довольно популярной у специалистов в сфере автоматизированных инженерных расчётов (САПР, или CAE) и решения МКЭ линейных и нелинейных, стационарных и нестационарных пространственных задач механики деформируемого твёрдого тела и механики конструкций (включая нестационарные геометрически и физически нелинейные задачи контактного взаимодействия элементов конструкций), задач механики жидкости и газа, теплопередачи и теплообмена, электродинамики, акустики, а также механики связанных полей.
Также Ansys занимается перспективным бизнесом, создавая инструменты визуализации для быстрорастущего сегмента 3D-печати. Решения Ansys позволяют проектировать изделия для трехмерной печати из разных материалов, включая лазерную печать SLM из мелкодисперсных металлических порошков. В настоящее время решения Ansys охватывают практически все сегменты инженерной отрасли: от тяжелого машиностроения, оборонной промышленности и аэрокосмической техники до микроэлектроники, медицины и симуляторов для тестирования ПО.
Моделирование и анализ в некоторых областях промышленности позволяет избежать дорогостоящих и длительных циклов разработки типа «проектирование — изготовление — испытания». Система работает на основе геометрического ядра Parasolid.
Программная система КЭ анализа ANSYS разрабатывается американской компанией Ansys inc.
Предлагаемые фирмой ANSYS Inc. средства численного моделирования и анализа совместимы с некоторыми другими пакетами, в частности система ANSYS сопрягается с CAD-системами NX, CATIA, Pro/ENGINEER, SolidEdge, SolidWorks, Autodesk Inventor и некоторыми другими.

## Список последних версий
18.1, 18.2, 19.0, 19.1, 19.2, 2019 R1, 2019 R2, 2019 R3, 2020 R1, 2020 R2, 2021 R1, 2021 R2, 2022 R1, 2023 R1, 2023 R2, 2024 R1, 2024 R2

## История разработки программной системы
Первая реализация программы значительно отличалась от последних её версий и касалась только решения задач теплопередачи и прочности в линейной постановке. Как и большинство других программ того времени, она работала в пакетном режиме и лишь на супер-ЭВМ.
Со временем в систему было внесено много изменений в связи с внедрением новой вычислительной технологии и реализацией запросов пользователей. Были добавлены нелинейности различной природы, появилась возможность использовать метод подконструкций, была расширена библиотека конечных элементов. Компания обратила внимание на появившиеся в то время персональные компьютеры и векторные графические терминалы. В течение нескольких лет эти новые аппаратные средства были освоены программными разработками компании.
Существенным дополнением к системе ANSYS стал интерактивный режим работы. Это значительно упростило процедуры создания КЭ модели и оценку результатов (пре- и пост-процессорная обработка). Стало возможным использовать интерактивную графику для проверки геометрии модели, заданных свойств материала и граничных условий перед началом счёта. Графическая информация могла быть сразу же выведена на экран для интерактивного контроля результатов решения.